# Скорошиці (Польща)
Скороши́це (пол. Skoroszyce, нім. Friedewalde) — село в Польщі, у гміні Скорошиці Ниського повіту Опольського воєводства.
Населення — 1452 особи (2011).

## Демографія
Демографічна структура станом на 31 березня 2011 року:
|          | Загалом | Допрацездатний вік | Працездатний вік | Постпрацездатний вік |
| -------- | ------- | ------------------ | ---------------- | -------------------- |
| Чоловіки | 733     | 157                | 516              | 60                   |
| Жінки    | 719     | 127                | 458              | 134                  |
| Разом    | 1452    | 284                | 974              | 194                  |